# ゾフィー・フォン・エスターライヒ
ゾフィー・フリーデリケ・ドロテア・マリア・ヨーゼファ・フォン・エスターライヒ（Sophie Friederike Dorothea Maria Josepha von Österreich, 1855年3月5日 - 1857年5月29日）は、オーストリア帝国の統治者家門ハプスブルク＝ロートリンゲン家の一員。大公女（Erzherzogin）の称号を有した。

## 生涯
オーストリア皇帝フランツ・ヨーゼフ1世とその妻の皇后エリーザベトの間の長女として生まれた。洗礼名は父方の祖母ゾフィー大公妃に因む。妹ギーゼラとともに母親のハンガリー訪問に同伴された際、妹ともども病気に罹って下痢と発熱に苦しんだ。ギーゼラは回復したものの、ゾフィーはそのまま亡くなった。死因は後年になって、その下痢と発熱が続いたという症状から、チフスだったと推測されている。
ゾフィーは皇帝家の墓所であるウィーンのカプツィーナー納骨堂に埋葬された。